# ナタリヤ・オシポワ
ナタリア・ペトローヴナ・オシポワ （露: Ната́лья Петро́вна О́сипова, Natalia Petrovna Osipova, 1986年5月18日 -　）はロシア・モスクワ生まれのバレリーナ。現在ロンドンのロイヤル・バレエ団のプリンシパル・バレリーナ。

## 幼少期
モスクワに生まれ、9歳からミハイル・ラヴロスキーバレエ学校でバレエを学ぶ。1996年から2004年にかけて、ボリショイ・バレエ・アカデミーにてマリナ・コトヴァおよびマリナ・レオノワに師事した。

## 経歴
18歳でボリショイ・バレエにコール・ド・バレエとして入団。2005年にアレクセイ・ファジェーチェフ版ドン・キホーテでキトリ役を踊って批評家の賞賛を浴び 、2006年にソリストに昇格。2007年にはダンスマガジン誌が選ぶ「注目の25人（25 to Watch）」に選出され、2009年にリーディング・ソリストに昇格した。2010年にはプリンシパルに昇格するが、2011年に「芸術的な自由のため」として退団した。
ボリショイ・バレエ退団後にはアメリカン・バレエ・シアターのメトロポリタン歌劇場でのシーズンに客演した。同団では『ドン・キホーテ』でホセ・カレーニョと共演した他、『眠れる森の美女』と『ロメオとジュリエット』ではデイヴィッド・ホールバーグと共演した。『眠れる森の美女』の公演の前週にメトロポリタン歌劇場の外で強盗に襲われたが幸いにも軽傷で済み、無事に公演を迎えることができた。オシポワの被害はトゥシューズ1足と、それを整形するための小さなハンマーだけであった。2011年12月にはミハイロフスキー・バレエに入団した。
2011年にはロイ・アサフの『Six Years Later』でジェイソン・キッテルバーガーとパートナーを組んだ他、アレクセイ・ラトマンスキーの『悲しきワルツ（Valse Triste）』に出演した。このシーズンにはルートヴィヒ・ヴァン・ベートーヴェンの月光ソナタや大石裕香による『シューベルトのアヴェ・マリア』など、いくつかのソロ公演もこなした。
2013年4月8日にはオシポワがロイヤル・バレエ団にプリンシパルとして入団することが発表された。ロイヤル・バレエ団とは以前に『白鳥の湖』に客演した縁があったが、オシポワはこの移籍の動機として、より幅広く多様なレパートリーがあることを挙げた。2013年11月21日にマクミラン版『ロメオとジュリエット』にカルロス・アコスタとのペアで出演してロイヤル・バレエ団でのデビューを飾った。続いて『くるみ割り人形』と『ジゼル』ではアコスタとフェデリコ・ボネッリと共演している。
2016年には『アナスタシア』でアナスタシア大公女/アンナ・アンダーソン役を演じた。
2018年には、1975年のアントニー・チューダー作『葉は色あせて（The Leaves Are Fading）』を改訂した『Pure Dance』にデイヴィッド・ホールバーグとともに出演した。
2019年にはアーサー・ピタの『The Mother』に母親役で出演、同年6月にはジェラルド・フォックスのドキュメンタリー映画『Force of Nature』にも出演した。また、ニューヨークのリンカーン・センターでの『ジゼル』公演でデイヴィッド・ホールバーグと共演した。